# Симфония № 5 (Прокофьев)
Симфония № 5, си-бемоль мажор, op. 100 — сочинение Сергея Сергеевича Прокофьева для симфонического оркестра, созданное в 1944 году.
Пятая симфония была создана в период Великой Отечественной войны, через четырнадцать лет после предыдущей симфонии автора. О ней Прокофьев писал: «Я задумал её как симфонию величия человеческого духа». Монументальная, грандиозная по размаху, насыщенная драматизмом, симфония развивает героико-эпические традиции русской симфонической музыки.
В 1946 году за Пятую симфонию С. С. Прокофьев был награждён Сталинской премией первой степени.

## История создания
Вернувшись из эвакуации Прокофьев вместе с многими советскими композиторами проводил лето 1944 года в Доме творчества Союза композиторов недалеко от города Иваново в деревне Афанасово на берегу реки Харинки. Согласно воспоминаниям А. И. Хачатуряна, Пятая симфония создавалась в соседней деревне, где снимались комнаты для работы композиторов. По сообщениям прессы, клавир сочинения был окончен в сентябре, а оркестровка была завершена в ноябре 1944 года.  И. В. Нестьев приводил слова Прокофьева о значимости своего сочинения из его статьи «Мои работы в годы войны»: «Пятая симфония является для меня завершением большого периода творческой жизни. Я задумал ее как симфонию величия человеческого духа».
После прослушивания первого исполнения С. Т. Рихтер записал свою оценку Прокофьева и его сочинения: «В Пятой симфонии он встает во всю величину своего гения. Вместе с тем, там — время и история, война, патриотизм, победа…».

## Структура
1. Andante
2. Allegro marcato
3. Adagio
4. Allegro giocoso

Первая часть симфонии написана в сонатной форме. Она воспринимается как широкое эпическое повествование определяющее неторопливое развертывание музыки, льющейся словно героическая песня и опирающейся на приемы многократной повторяемости тематического материала. Вторая и третья части вводят непосредственно в мир драматического действия, в сферу ярчайших контрастов, полярного противостояния образов.
Вторая часть — Скерцо — написана в сложной трехчастной форме и основана на резком противопоставлении ритмически импульсивной темы, звучащей порой грозно или причудливо, музыке пленительно-напевной и светлой. Некоторые музыковеды ощущают здесь «еврейский интонационный колорит».
Третья часть, полная глубокого трагизма, звучит как страстное выражение страданий массы людей, которых постигли тяжелые испытания. Её отличают эмоциональное богатство и мощь оркестрового воплощения. Сюда вошла лирическая тема Лизы из музыки Прокофьева к не вышедшему на экраны кинофильму «Пиковая дама» режиссёра М. И. Ромма.
Симфония завершается ликующим апофеозом, утверждением света и радости бытия. Изящество и легкость сочетаются в финале с волевым размахом и монументальностью.

## Премьера и исполнения
Симфония была впервые исполнена 13 января 1945 года в Большом зале Московской консерватории Государственным симфоническим оркестром СССР под управлением автора. В тот вечер Прокофьев последний раз в жизни выступил за дирижёрским пультом. Премьера имела успех и симфония остается одним из самых популярных произведений композитора. В том же году состоялись другие значимые исполнения:
- 24 июня под управлением Е. А. Мравинского в Ленинграде[9];
- под управлением Роже Дезормьера в Париже[9];
- 9 и 10 ноября Бостонским оркестром под управлением Сергея Кусевицкого в Нью-Йорке[9].

## Награды и звания
- 1946 — 26 января С. С. Прокофьев был награждён Сталинской премией первой степени за Пятую симфонию и Восьмую сонату для фортепиано в номинации за крупные инструментальные произведения 1943—1944 годов и был удостоен звания лауреата.

## Аудиозаписи (выборка)
Российские оркестры:
- 1958 — Симфонический оркестр Всесоюзного радио под управлением Леопольда Стоковского, «Международная книга» Д—04408-9[10]
- 1962 — Государственный симфонический оркестр СССР под управлением К. К. Иванова, «Мелодия» Д 09739-40[11]
- 1965 — Симфонический оркестр Всесоюзного радио под управлением Геннадия Рождественского, «Мелодия» Д 016815-16[12]
- 1966 — Симфонический оркестр Московской филармонии под управлением Давида Ойстраха, «Мелодия» Д—017507-8[13]
- 1968 — Симфонический оркестр Ленинградской филармонии // Евгений Мравинский

Оркестры США
- Бостонский симфонический оркестр под управлением Сергея Кусевицкого (1946, первая запись на грампластинку), Эриха Лайнсдорфа (1963)
- Кливлендский оркестр под управлением Джорджа Селла[14] (1959)
- Нью-Йоркский филармонический оркестр под управлением Леонарда Бернстайна (1966)[15], Артура Родзинского[14]
- Филадельфийский оркестр под управлением Юджина Орманди (1958, 1975), Томаса Шипперса (1957), Риккардо Мути (1990)
- Чикагский симфонический оркестр под управлением Джеймса Ливайна (1992)

Другие оркестры
- Лондонский симфонический оркестр под управлением Малколма Сарджента (1959)[16], Жана Мартинона[14], Вальтера Веллера (1976)[17], Валерия Гергиева (2004)[18]
- Берлинский филармонический оркестр под управлением Герберта фон Караяна (1968, 1988)[19]; Сэйдзи Одзавы (1990)
- Национальный оркестр Французского радио под управлением Шарля Брюка[14]
- Национальный оркестр Французского радио и телевидения // Жан Мартинон (1971; Turnabout)
- Израильский филармонический оркестр // Леонард Бернстайн (1979; CBS)
- Шотландский национальный оркестр // Неэме Ярви (1985; Chandos)
- Национальный оркестр Франции под управлением Мстислава Ростроповича (1988; Erato)
- Национальный симфонический оркестр Украины под управлением Теодора Кучара (1995)
- Немецкий симфонический оркестр (Берлин) // Туган Сохиев (2014; Sony Classical)
- Оркестр «Филармония» (Лондон) // Santtu-Matias Rouvali (2020; Signum Classics)